# Grono (broń)

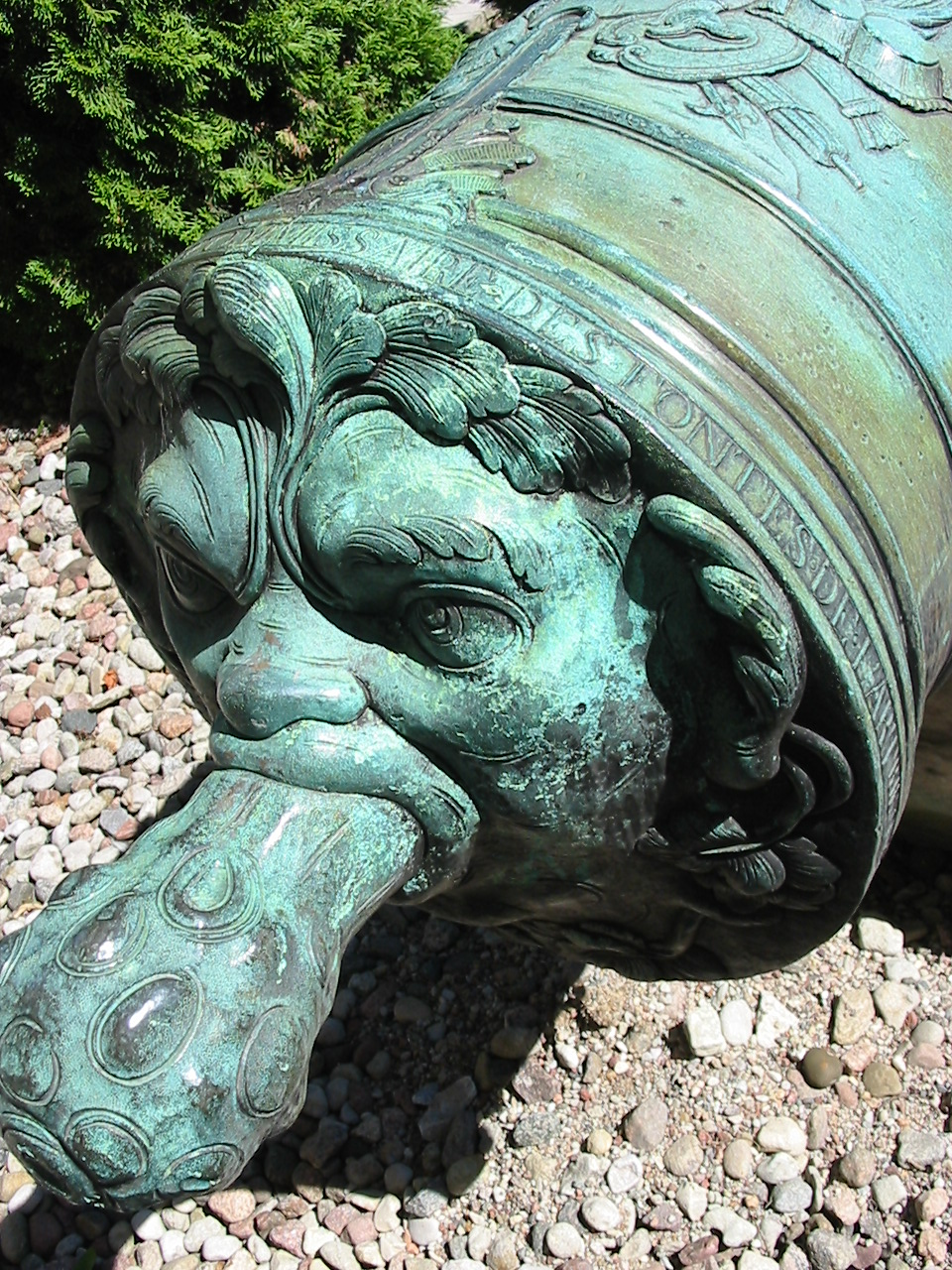

Grono (inaczej uchwyt denny; ang. (cannon) barrel knob, fr. bouton de culasse) – zaoblony występ w dennej części lufy dawnego działa, ułatwiający manewrowanie nią, szczególnie podczas transportu i celowania. Zwany tak ze względu na częsty sposób dekorowania. 
Stosowany od późnego średniowiecza do 3. ćwierci XIX wieku w ładowanych odprzodowo lufach ówczesnej artylerii – przede wszystkim w odlewanych z brązu i żeliwa armatach i haubicach. Pełniąc dodatkowo rolę dekoracyjną, w funkcji praktycznej grono ułatwiało podnoszenie i opuszczanie lufy przy celowaniu, będąc pomocne również przy jej przenoszeniu na linach.
Często mniej lub bardziej ozdobne (kształt zależał od pomysłowości, zmysłu artystycznego i technicznych zdolności ludwisarza), miewało np. formę winnego grona (stąd potoczna nazwa), karczocha ujętego gładką obejmą (czarą) albo liściastego kielicha złożonego z palmet bądź liści akantu; czasem też głowy ludzkiej (zwykle męskiej), nierzadko wąsatej, bądź fantazyjnego maszkarona. Rzadziej stosowane w formie łukowej, z wykorzystaniem postaci wygiętego stworzenia (np. łabędzia, syreny) albo drzewnej gałęzi czy roślinnego półwieńca, służąc w ten sposób lepiej jako uchwyt transportowy. 
Poza niezwykle ozdobnymi i wymyślnymi w kształcie, wykonywano też grona proste w postaci kończystych lub spłaszczonych gałek. Wraz z postępującą unifikacją uzbrojenia artyleryjskiego formy proste zaczęto stosować jako standardowe.